# Xatrac antàrtic
El xatrac antàrtic (Sterna vittata) és una espècie d'ocell de la família dels làrids (Laridae) que habita prop de les costes de les illes dels oceans del sud, criant a les illes d'Ascension, Santa Helena, Tristan da Cunha, Bouvet, Crozet, Kerguelen, Heard, Macquarie, Amsterdam, St. Paul, Campbell, Auckland, Snares, Antípodes i Bounty, i a la Península Antàrtica.